# اولا آینا
تمیتایو اولوفیسایو اولاولوا «اولا» آینا (انگلیسی: Temitayo Olufisayo Olaoluwa "Ola" Aina؛ زادهٔ ۸ اکتبر ۱۹۹۶) بازیکن فوتبال اهل نیجریه است.
وی سابقه عضویت در چلسی، هال سیتی و تورینو را دارد.